# Benoibates suramericanus
Benoibates suramericanus är en kvalsterart som först beskrevs av Sandór Mahunka 1983.  Benoibates suramericanus ingår i släktet Benoibates och familjen Oripodidae. Inga underarter finns listade.